# دوهلاتا
دوهلاتا (بالبلغارية: Духлата) هو كهف يقع في جبل فيتوشا، غرب بلغاريا. يبلغ طول الكهف الإجمالي 18200 م، وهو أطول كهف في البلاد. في عام 1962 صُنف أثر طبيعي. الكهف موطن لستة أنواع من الخفافيش.